# ST Dupont

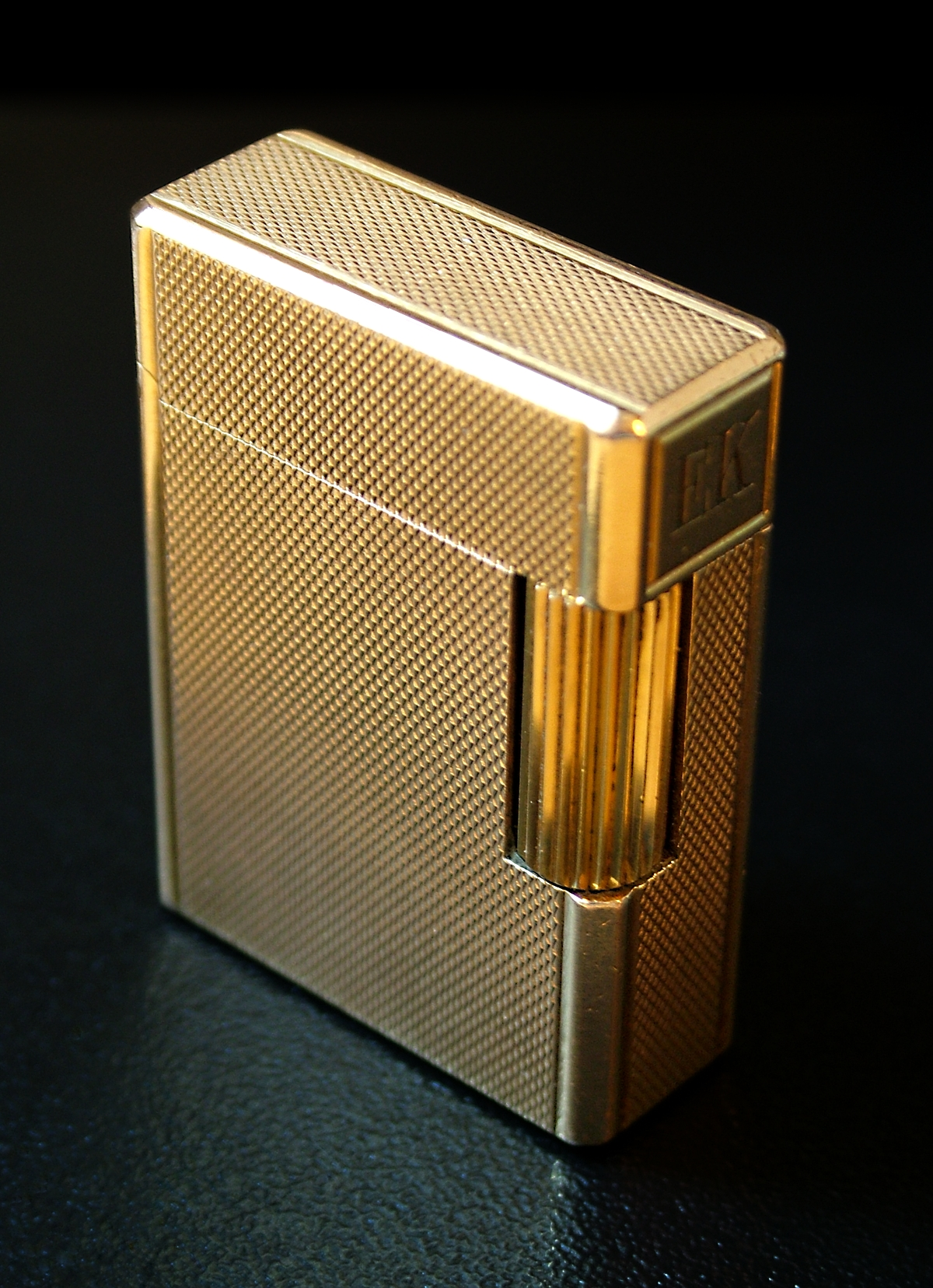
Un encenedor S.T. Dupont

S.T. Dupont o ST Dupont és la marca comercial d'un famós fabricant francès d'encenedors, bolígrafs, plomes, equipatge de mà i altres articles de luxe com perfums (produïts sota llicència per Interparfums) i cigarretes (per Philip Morris Internacional). La companyia ha estat produint els seus productes des de 1872, quan va ser fundada per Simon Tissot Dupont. El fundador de la marca va arribar a París des de la Savoia, on va néixer l'any 1847, i les seves sigles encara estan a l'emblema de l'empresa.

## Història
Simon Tissot-Dupont va fundar una companyia de transport que va ser destruïda en un incendi el 1872. El mateix any, va comprar un taller que feia carteres de pell per a diplomàtics i empresaris. El 1884, Dupont es va convertir en el proveïdor d'una de les botigues més grans del món - Les Grands Magasins du Louvre - tot mantenint la seva clientela privada.
Dupont va lliurar la seva companyia el 1919 als seus fills, Lucien i André, que, amb la marca Les Fils de ST Dupont (els fills de ST Dupont), van rellançar l'activitat. Es van centrar en maletes i accessoris de viatge d'alta qualitat. Van contractar artesans i van treure patents per protegir els secrets industrials. 250 treballadors i 17 comerciants externs participaven en la fabricació, incloent orfebres, fusters, gravadors, artesans de cuir, treballadors de laca i manyans.
L'Any 1924 S.T. Dupont va traslladar els seus tallers de la rue Dieu de París a Faverges a la Savoia lloc d'origen de la família 
El 1929 Lucien Tissot-Dupont va ser convidat a Nova York pel famós Louis Cartier per tal de presentar les seves maletes de viatge a la botiga de la 5a Avinguda. En el vaixell que el portava a Nova York, va tenir notícies del crack de Wall Street. Com a resposta, en el seu posterior retorn a París, va decidir traslladar-se encara més a l'abast del mercat i dedicar-se a proveir als clients no afectats per la la Crisi.
Dupont va anar adquirint fama i els seus productes es van anar dirigint a corts reials, als banquers... I en aquest estat a romàs fins avui dia. El 1971, Gillette va adquirir 48% de les accions de S.T. Dupont. El 1987, l'empresa va ser venuda a Dickson Concepts.

## Productes
Actualment Dupont fabrica principalment, encenedors, bolígrafs, carteres, rellotges, cigarretes (fabricades per Philip Morris International) i perfums. El primer encenedor fabricat de sèrie per la companyia va ser creat el 1941 i fabricat amb alumini a causa de l'escassetat de matèries primeres durant la guerra, ja que el llautó es va utilitzar com un metall estratègic restringit només per a finalitats bèl·liques. De 1958 a 1963, tots els encenedors van ser construïts amb or sòlid de 18 quirats amb un 3% de llautó. Encara que en el seu inici, els productes estaven dirigits principalment cap als homes, també té una línia de productes per a les dones.

## Empreses participades
- S.T. Dupont Distribution Pte Ltd. - Singapore - 100%
- S.T. Dupont (Malaysia) Sdn Bhd - Malàisia - 100%
- S.T. Dupont Investment Pte Ltd. - Singapore - 100%
- S.T. Dupont Marketing Ltd. - Hong Kong - 100%
- S.T. Dupont K.K. - Japó - 100%
- S.T. Dupont S.p.A. - Itàlia - 100%
- S.T. Dupont S.A. - Suïssa - 100%
- S.T. Finance - França - 100%
- S.T. Dupont Ltd. - Regne Unit - 100%
- S.T. Dupont Benelux - Bèlgica - 100%
- S.T. Dupont Deutschland Gmbh - Alemanya - 100%
- S.T. Dupont Inc. Estats Units - 100%
- Orfalabo S.A. - Espanya - 49%
- S.T. Dupont (Export) Company Ltd. - Hong Kong - 25%
- Tissot SA - Suïssa - 4%

Les inversions patrimonials mostrades es valoren en aproximadament 38 milions d'euros en l'estatus financer del 31 de març 2016.